# Norman Nato
Norman Nato, född den 8 juli 1992 i Cannes, är en fransk racerförare. Nato har tävlat i flera olika formelbilmästerskap, framförallt diverse Formel Renault-serier, däribland Formula Renault 2.0 Eurocup och Formula Renault 3.5 Series, med presterade bäst i Formula Renault 2.0 Alps 2012 då han var tvåa bakom Daniil Kvyat. Sedan 2015 tävlar han i GP2 Series med Arden International.

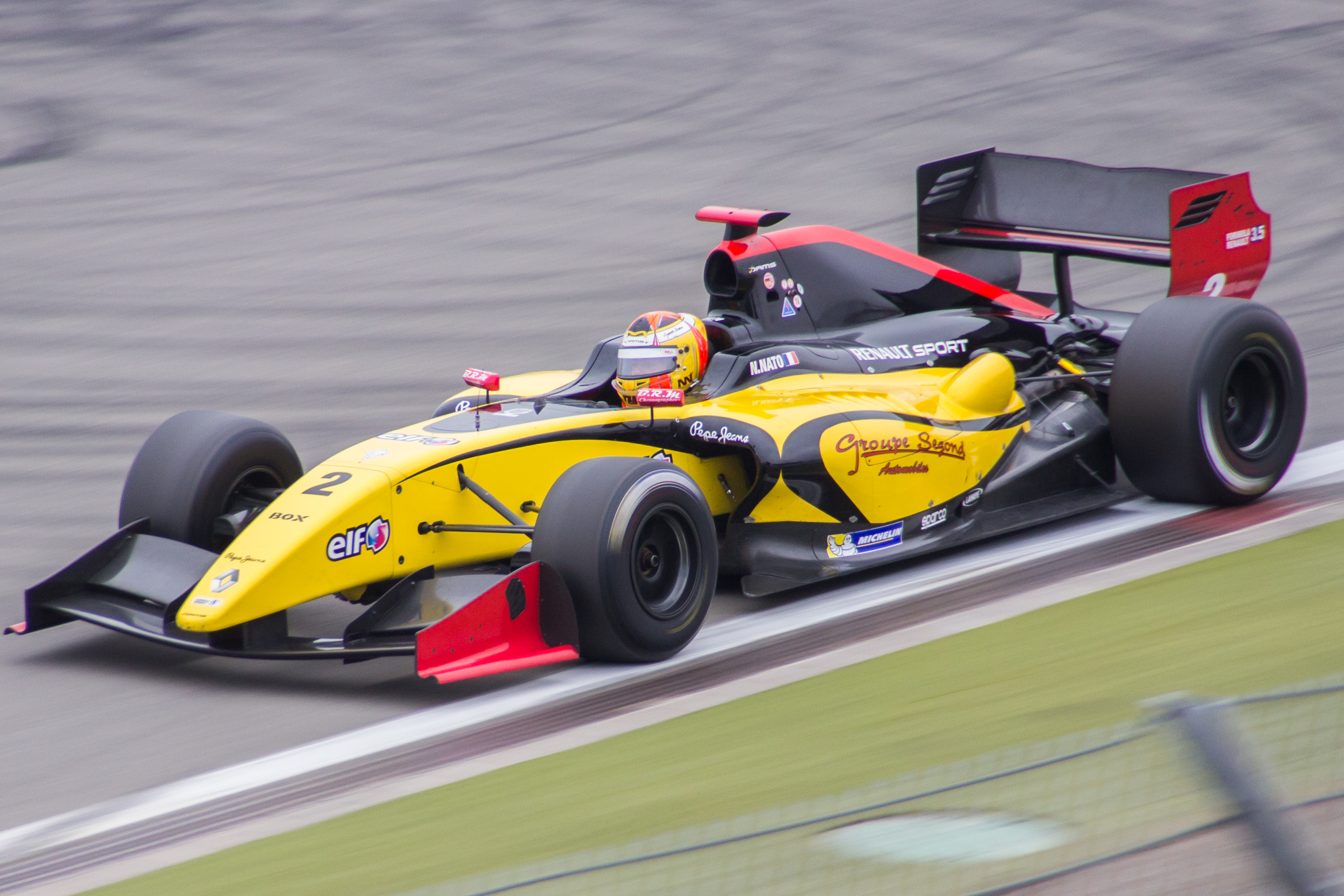
Norman Nato på Nürburgring 2014.